# Xenolpium insulare
Espèce
Statut de conservation UICN

 VU B1ab(iii)+2ab(iii) : Vulnérable
Xenolpium insulare est une espèce de pseudoscorpions de la famille des Olpiidae.

## Distribution
Cette espèce est endémique des Seychelles. Elle se rencontre sur Mahé, Silhouette et Praslin.

## Publication originale
- Beier, 1940 : Die Pseudoscorpionidenfauna der landfernen Inseln. Zoologische Jahrbücher, Abteilung für Systematik, Ökologie und Geographie der Tiere, vol. 74, p. 161-192.